# Vesela jesen 1985
XIX. Vesela jesen je potekala 14. septembra 1985 v Dvorani Tabor v organizaciji DGD Harmonija. Prireditev sta povezovala Metka Šišernik - Volčič in Vinko Šimek. Orkestru je dirigiral Edvard Holnthaner.
Izborna komisija v sestavi Teo Korban, Edvard Holnthaner, Slavko Jug, Bogo Skalicky, Urška Čop in Zdravko Geržina je izmed 58 na razpis prispelih skladb izbrala 16 popevk, ki so se predstavile na festivalu in se potegovale za nagrade.

## Tekmovalne skladbe
| #   | Naslov pesmi         | Izvajalec                      | Avtor besedila   | Avtor glasbe    | Avtor aranžmaja   | Nagrade                              |
| --- | -------------------- | ------------------------------ | ---------------- | --------------- | ----------------- | ------------------------------------ |
| 1.  | Gepl                 | Meri Avsenak                   | Miroslav Slana   | Bojan Adamič    | Bojan Adamič      | 1. nagrada za besedilo               |
| 2.  | Mesec in zlata jesen | Tatjana Dremelj                | Manko Golar      | Emil Glavnik    | Bojan Adamič      | 3. nagrada za besedilo               |
| 3.  | Zamüdla bova ples    | Ivek Baranja                   | Geno Tinev       | Franc Krajnc    | Edvard Holnthaner | 2. nagrada občinstva                 |
| 4.  | Mati                 | Nace Junkar                    | Franci Doberšek  | Andrej Grabnar  | Andrej Grabnar    | nagrada za debitanta                 |
| 5.  | Kurajžno pred pugvaj | Rajko Stropnik & Rudi Miložič  | Anita Hudl       | Rajko Stropnik  | Edvard Holnthaner |                                      |
| 6.  | Micka                | Marijan Smode                  | Marijan Smode    | Marijan Smode   | Edvard Holnthaner | 3. nagrada občinstva                 |
| 7.  | Keko teko            | Renata Brumec                  | Renata Brumec    | Renata Brumec   | Renata Brumec     |                                      |
| 8.  | Belokranjski reggae  | Laura Budal                    | Ivanka Bogulin   | Matej Zakonjšek | Zvonko Tepeš      |                                      |
| 9.  | Na vasi se vse zve   | Duo Kora & Vitamini            | Milan Pečovnik   | Matija Novak    | Rajko Džordževič  |                                      |
| 10. | Na grünti            | Pohorje express                | Milan Pečovnik   | Mitja Novak     | Oto Pestner       |                                      |
| 11. | Madžarica, seretlek  | Ansambel Kri                   | Franc Husar      | Franc Husar     | Kri               |                                      |
| 12. | Pomlad orgle špila   | Andrej Plevnik                 | Ivanka Bogulin   | Belizar Dujec   | Bojan Adamič      | nagrada za aranžma                   |
| 13. | Jeseni fsi pridejo   | Irena Leskovar & Božo Volfgang | Srečko Niedorfer | Drago Sodja     | Edvard Holnthaner | 2. nagrada za besedilo               |
| 14. | Častitljiva domfarca | Ansambel Veter & Helena Blagne | Nande Razboršek  | Marjan Jahn     | Veter             |                                      |
| 15. | Tak daleč od nas     | Darja Žalik                    | Ludvik Žalik     | Darja Žalik     | Boris Rošker      |                                      |
| 16. | Mi Štajerci          | Rudi Šantl & Štajerskih 7      | Brigita Kobe     | Boris Rošker    | Boris Rošker      | zlati klopotec, 1. nagrada občinstva |

Nagrade za najboljšo narečno popevko po strokovni izbiri organizatorja niso podelili.